# Marsha Mehran
Marsha Mehran (Teheran, 11 novembre 1977 – Lecanvey, 30 aprile 2014) è stata una scrittrice iraniana.
Tra i suoi lavori, i bestseller internazionali Caffè Babilonia e Pane e acqua di rose.

## Biografia
La famiglia lascia l'Iran per emigrare in Argentina nel 1979, nel corso della rivoluzione iraniana. Marsha Mehran trascorre la giovinezza l'adolescenza in Argentina (dove i genitori aprono un caffè mediorientale) e negli Stati Uniti, e frequenta una università privata in Scozia. Ha vissuto anche in Australia e Irlanda.
Il suo romanzo d'esordio, Caffè Babilonia, appare nel 2005; è la storia di tre sorelle che fuggono dalla rivoluzione per approdare infine in una cittadina dell'Irlanda occidentale, dove aprono un caffè. L'autrice ha attinto all'esperienza di famiglia per scrivere questo romanzo, che contiene anche ricette culinarie e mescola “cucina persiana e vita irlandese.” Il libro è stato tradotto in 15 lingue e pubblicato in 20 Paesi.
Il successivo romanzo, Pane e acqua di rose (2008) è la continuazione del precedente, secondo un progetto che prevede 7 pubblicazioni: l'episodio successivo, titolo di lavoro Pistachio Rain, era previsto per il 2014.
Il romanzo Istituto di bellezza Margaret Thatcher è invece ambientato a Buenos Aires durante la guerra delle Malvine: è la storia di un gruppo di persone che si riuniscono settimanalmente per leggere poesie e racconti.
È stata trovata senza vita nella sua abitazione in Irlanda nell'aprile 2014 all'età di 36 anni.

## Opere
- Marsha Mehran, Caffè Babilonia, Neri Pozza, 2005  [2005], ISBN 88-545-0012-7.
- Marsha Mehran, Pane e acqua di rose, Neri Pozza, 2009  [2008], ISBN 88-545-0012-7.
- Marsha Mehran, Istituto di bellezza Margaret Thatcher, Neri Pozza, 2013  [2013], ISBN 978-88-545-0653-4.